# Ганс Готтардт
Ганс Готтардт (нім. Hans Gotthardt; 1 жовтня 1911, Шенбах, Австро-Угорщина — ?) — гауптшарфюрер СС, кавалер Німецького хреста в золоті.
Член НСДАП (партійний квиток № 1 572 425) і СС (посвідчення № 81 082).

## Звання
- Штурмманн СС (1 серпня 1937)
- Роттенфюрер СС (12 вересня 1937)
- Унтершарфюрер СС (1 лютого 1940)
- Обершарфюрер СС (1 січня 1941)
- Гауптшарфюрер СС (1 грудня 1941)

## Нагороди
- Медаль «У пам'ять 13 березня 1938 року» (2 березня 1939)
- Медаль «У пам'ять 1 жовтня 1938» із застібкою «Празький град»
  - медаль (4 травня 1939)
  - застібка (5 жовтня 1940)
- Медаль «За вислугу років у СС» 4-го класу (4 роки) (10 грудня 1939)
- Залізний хрест
  - 2-го класу (21 червня 1940)
  - 1-го класу (15 серпня 1941) — як обершарфюрер СС 9-ї роти полку СС «Вестланд».
- Штурмовий піхотний знак в сріблі (16 листопада 1940) — як унтершарфюрер СС 6-ї роти полку СС «Германія».
- Нагрудний знак «За поранення» в чорному (18 вересня 1942) — як гауптшарфюрер СС 6-ї роти стрілецького полку СС «Вестланд»; за поранення, що зазнав 13 серпня 1942 року.
- Німецький хрест в золоті (29 березня 1943)
- Нагрудний знак ближнього бою в бронзі (15 травня 1943) — як гауптшарфюрер СС 6-ї роти танково-гренадерського полку СС «Вестланд».